# Hühnersteigberg
Hühnersteigberg är en kulle i Österrike.   Den ligger i  förbundslandet Wien, i den östra delen av landet, 12 km väster om huvudstaden Wien. Toppen på Hühnersteigberg är 411 meter över havet.
Terrängen runt Hühnersteigberg är lite kuperad. Runt Hühnersteigberg är det mycket tätbefolkat, med 3 134 invånare per kvadratkilometer.. Närmaste större samhälle är Wien, 12,4 km öster om Hühnersteigberg. 
I omgivningarna runt Hühnersteigberg växer i huvudsak blandskog.